# Koritna (żupania zagrzebska)
Koritna – wieś w Chorwacji, w żupanii zagrzebskiej, w gminie Dubrava. W 2011 roku liczyła 182 mieszkańców.